# Richard Vistelle
Richard Vistelle (1951-2012) est un universitaire français, professeur en pharmacologie et pharmacocinétique, chercheur en cinétique des molécules médicamenteuses et ancien président de l'université de Reims-Champagne-Ardenne.

## Carrière universitaire
Après avoir obtenu son diplôme de pharmacien, Richard Vistelle soutient une thèse de troisième cycle puis une thèse d'État en Sciences pharmaceutiques.
Professeur des universités en pharmacologie et pharmacocinétique, il était également membre de l’unité mixte de recherche « Matrice extracellulaire et dynamique cellulaire » du Centre national de la recherche scientifique.
Il a été doyen de l’UFR de pharmacie de l'université de Reims Champagne-Ardenne (entre 1999 et 2007) et vice-président du Conseil régional de l’ordre des pharmaciens (sur la même période).
Il a également été membre de la commission « santé » et de la commission « vie étudiante » de la Conférence des présidents d'université, du bureau de l’Agence pour la Recherche et l’Innovation de Champagne-Ardenne ainsi que du bureau du pôle mondial de compétitivité « Industries et Agro-Ressources ».
Il est décédé d'un arrêt cardiaque le 22 avril 2012 à quelques jours de la fin de son mandat à la tête de l'université de Reims Champagne-Ardenne.
Durant sa carrière universitaire, Richard Vistelle a réalisé environ 70 publications scientifiques nationales et internationales et 59 communications dans des congrès scientifiques nationaux et internationaux.